# Dettingen unter Teck
Dettingen unter Teck település Németországban, azon belül Baden-Württembergben. Lakosainak száma 6312 fő (2023. december 31.). Dettingen unter Teck Beuren és Bissingen an der Teck községekkel határos.

## Népesség
A település népessége az elmúlt években az alábbi módon változott:
| Lakosok száma | 3660 | 3978 | 4729 | 5216 | 5071 | 5376 | 5438 | 5645 | 5820 | 6312 |
|               | 1961 | 1967 | 1974 | 1980 | 1987 | 1993 | 2000 | 2006 | 2013 | 2023 |